# (25979) Alansage
(25979) Alansage est un astéroïde de la ceinture principale.

## Description
(25979) Alansage est un astéroïde de la ceinture principale. Il fut découvert le 18 mars 2001 à Socorro (Nouveau-Mexique) par le projet LINEAR. Il présente une orbite caractérisée par un demi-grand axe de 2,37 UA, une excentricité de 0,10 et une inclinaison de 5,5° par rapport à l'écliptique.

## Compléments